# Campagnol de Liechtenstein
Microtus liechtensteini
Espèce
Statut de conservation UICN

 LC  : Préoccupation mineure
Le Campagnol de Liechtenstein (Microtus liechtensteini) est une espèce de rongeurs de la famille des Cricetidae qui se rencontre en Europe centrale et orientale, du nord de l'Italie jusqu'à l'Autriche, la Slovénie et la Croatie.